# Come with Us
Come with Us è il quarto album del gruppo musicale di musica elettronica britannico Chemical Brothers, pubblicato il 29 gennaio 2002 dall'etichetta discografica Virgin.
L'album ha riscosso un ottimo successo commerciale in numerosi paesi europei.

## Tracce
CD (Virgin 0680070 (EMI) / EAN 4988006800700)
1. Come with Us – 4:58
2. It Began in Afrika – 6:16
3. Galaxy Bounce – 3:28
4. Star Guitar – 6:27
5. Hoops – 6:32
6. My Elastic Eye – 3:42
7. The State We're In – 6:27 – (feat. Beth Orton)
8. Denmark – 5:07
9. Pioneer Skies – 4:05
10. The Test – 7:46 – (feat. Richard Ashcroft)

Durata totale: 54:48

## Classifiche
| Classifica        | Posizione raggiunta |
| ----------------- | ------------------- |
| Regno Unito       | 1                   |
| Australia         | 1                   |
| Nuova Zelanda     | 1                   |
| Italia            | 3                   |
| Francia           | 4                   |
| Belgio (Fiandre)  | 5                   |
| Belgio (Vallonia) | 11                  |
| Finlandia         | 11                  |
| Svizzera          | 12                  |
| Austria           | 16                  |
| Svezia            | 21                  |
| Norvegia          | 22                  |
| Paesi Bassi       | 30                  |
| Danimarca         | 37                  |

## Singoli estratti
- It Began in Afrika (2001)
- Star Guitar (2002)
- Come with Us/The Test